# 清原高国
清原 高国（きよはら たかくに、生年不詳 - 1557年 （天正5年）4月）は、戦国時代の阿波国人領主である。阿波国本庄城主。清原安芸守と称した。若い頃は内記と名乗り、晩年は入道し乗真と改めた。

## 経歴
備中国足守の出身で1506年（永正3年）に本庄に来居し、現在の徳島県阿南市長生町に本庄城を築いた。当時、那東郡の十六将のうち竹原・宇奈瀬・岩脇・山本・桑野・板西・福井・井川の八将を率いたとされる。石高は100貫とあり阿波国では中の上クラスの城主とされる。1533年（天文2年）守護細川持隆（氏之）の命により泉八幡宮を再興した。
1552年（天文21年）の槍場の義戦にて首級を挙げ三好長治より名西荘を加増された。1557年（天正5年）4月に没し（享年73）桂国寺に葬られた。高国には子がなく、宇奈瀬氏の子乗慶を養子として入れ、清原備後守乗慶と名乗らせた。乗慶の子は清原長吉といい現在の阿南市下大野町に移り住んだ。